# سحر القيادة (كتاب)
سحر القيادة كتاب من تأليف الدكتور إبراهيم الفقي.

## نبذة مختصرة حول الكتاب
يحاول الكتاب تغيير مفهوم خاطئ نشأت عليه الأجيال تلو الأخرى، وهي أن السمات الشخصية لكل إنسان يولد بها ولا يمكن تغييرها، ولا يمكن أن يكتسب صفاتٍ غيرها. الكتاب وحده ليس كافياً بتغيير القناعات عن الفكرة، وليس كافياً لتكوين شخصية القائد، وإنما هو صرخة للفت الانتباه للمربين والآباء والمعلمين، إلى أن يمكن تربية القادة، وإعدادهم للمستقبل الذي تحتاجه الأمة.

## انظر ايضًا
- إبراهيم الفقي